# Victor Oreskovich
Victor Oreskovich (Whitby, Ontario, Kanada], 15. kolovoza 1986.) kanadski je profesionalni hokejaš na ledu koji igra na poziciji desnog krila. Trenutačno je član Vancouver Canucksa koji se natječe u NHL-u.

## Karijera
Prve korake u hokeju na ledu Oreskovich je napravio u lokalnom ontarijskom klubu Oakville Rangers. U sezoni 2002./03. upisuje 49 nastupa za Milton Merchants koji su se natjecali u OPJHL-u pri čemu je prikupio 74 boda, odnosno, postigao je 28 golova i 46 asistencija. Sljedeću sezonu provodi u Green Bay Gamblersima koji su se natjecali u USHL-u. Na draftu 2004. godine, 2. krug, 55. izbor, odabrali su ga Colorado Avalanche, ali priča s tim klubom nikada nije zaživjela. Iste te godine prelazi u sveučilišni klub Notre Dame Fighting Irish koji se natjecao u NCAA-u. Nakon devet odigranih utakmica u svojoj drugoj sezoni u dresu Notre Dame Fighting Irisha Oreskovich se odlučuje za prelazak u Kitchener Rangers koji je nastupao u OHL-u. Tu ostaje dvije sezone te upisuje 81 nastup za klub (91 nastup s doigravanjem). Nakon toga Oreskovich odlučuje prestati igrati hokej na ledu, razlog nije službeno naveden iako je sve upućivalo na problematično ponašanje te gubitak interesa za hokej. Nakon gotovo dvije godine Oreskovich se vraća na led.

### Florida Panthers (2009.)
Za Floridu Panthers Oreskovich potpisuje 2009. godine, što je ujedno naznačilo i njegov povratak u hokej na ledu te početak njegove profesionalne karijere. Oreskovich je promijenio klub, ali ne i trenera. Naime, trener Panthersa Peter DeBoer bio je njegov trener i u Kitchener Rangersima, a pri odluci o povratku Oreskovich je kontaktirao DeBoera glede angažmana. DeBoer mu je pružio šansu poslavši ga na probu u podružnicu Rochester Americans koja se natječe u AHL-u. Samo pet utakmica bilo je dovoljno DeBoeru da makne Oreskovicha s popisa momčadi Rochester Americansa i omogući mu mjesto u Panthersima umjesto Michala Repika. Oreskovich je tu priliku dobro iskoristio te se ubrzo prometnuo u jednu od važnijih karika prve momčadi.

## Statistika karijere
Bilješka: OU = odigrane utakmice, G = gol, A = asistencija, Bod = bodovi, KM = kaznene minute
| 2002./03.       | Milton Merchants          | OPJHL           | 49 | 28 | 46 | 74 | 51 | — | — | — | — | —  |
| 2003./04.       | Green Bay Gamblers        | USHL            | 58 | 11 | 26 | 37 | 33 | — | — | — | — | —  |
| 2004./05.       | Notre Dame Fighting Irish | NCAA            | 37 | 1  | 2  | 3  | 69 | — | — | — | — | —  |
| 2005./06.       | Notre Dame Fighting Irish | NCAA            | 9  | 2  | 1  | 3  | 8  | — | — | — | — | —  |
| 2005./06.       | Kitchener Rangers         | OHL             | 19 | 6  | 10 | 16 | 16 | 5 | 0 | 2 | 2 | 4  |
| 2006./07.       | Kitchener Rangers         | OHL             | 62 | 28 | 32 | 60 | 48 | 5 | 2 | 0 | 2 | 4  |
| 2009./10.       | Rochester Americans       | AHL             | 34 | 6  | 9  | 15 | 18 | 6 | 0 | 0 | 0 | 10 |
| 2009./10.       | Florida Panthers          | NHL             | 50 | 2  | 4  | 6  | 26 | — | — | — | — | —  |
| Sveukupno - NHL | Sveukupno - NHL           | Sveukupno - NHL | 50 | 2  | 4  | 6  | 26 | — | — | — | — | —  |

## Vanjske poveznice
- Profil na NHL.com
- Profil na The Internet Hockey Database